# Імбабура (провінція)
Імбабура (ісп. Provincia Imbabura) — провінція Еквадору, розташована на півночі країни в Еквадорських Андах, відома як провінція озер та містить найважливіші озера країни Сан-Пауло, Куїкоча і Яуаркоча («криваве озеро»). Столиця провінції — місто Ібарро, інші важливі міста — Котачачі, Отавало і Атутанкі, клімат прохолодний субтропічний. Населення провінції — 344 044 мешканців (INEC, 2001).
| Еквадор | Це незавершена стаття з географії Еквадору. Ви можете допомогти проєкту, виправивши або дописавши її. |